# السقف الجليدي
السقف الجليدي هو تراكم جليدي على أفاريز الأسطح المنحدرة للمباني المدفأة والذي ينتج عن ذوبان الثلوج تحت حزمة الثلج التي تصل إلى الأفاريز وتتجمد هناك. يؤدي التجمد عند الكورنيش إلى إعاقة تصريف مياه الذوبان، مما يضيف إلى سد الجليد ويسبب تراكم مياه الذوبان، مما قد يتسبب في تسرب المياه إلى السطح وبالتالي إلحاق الضرر بالمبنى ومحتوياته إذا تسرب الماء من خلال السطح.

## الآلية
تنشأ السدود الجليدية على المباني المدفأة ذات الأسطح المائلة في المناخات الباردة مع تراكم الثلوج العميقة، تتشكل السدود الجليدية على الأسطح عندما يشكل الثلج المتراكم طبقة عازلة في ظل الظروف الباردة مما قد يتسبب في أن تكون نقطة التجمد داخل طبقة الثلج، إذا لم تكن عرضة للذوبان، وبدلاً من ذلك، تعمل الحرارة المتراكمة عبر سطح السقف على إذابة الثلوج المتراكمة عليه. ويؤدي هذا إلى تدفق المياه الذائبة إلى أسفل السطح، حتى تصل إلى أسفل مكان على سطح السطح يكون تحت درجة التجمد عادة عند أفاريز السقف حيث لا توجد حرارة للمبنى. عندما تصل المياه الذائبة إلى السطح المتجمد، يتراكم الجليد، مما يشكل حاجزًا يمنع مرور المزيد من المياه الذائبة من السطح، قد تؤدي السدود الجليدية إلى حدوث تسربات عبر مادة التسقيف، مما قد يؤدي إلى تلف الأسقف والجدران وهيكل السقف والعزل، أو الإصابة عند سقوط السد الجليدي أو عند محاولة إزالة السدود الجليدية.
يأتي ذوبان الثلوج من الأسطح نتيجة لثلاثة أسباب أساسية:
1. درجات حرارة الهواء أقل بكثير من درجة التجمد.
2. طبقة سميكة من الثلج الجاف، والتي تتمتع بقدرات عزل جيدة.
3. الحرارة القادمة من المبنى من خلال السقف.

في حالة غياب أي من هذه العوامل، لا يمكن أن تتشكل السدود الجليدية. لا يعمل الهواء فوق درجة التجمد على تعزيز تكون السدود الجليدية، ولا يعمل الثلج الربيعي الحبيبي على السطح الذي لديه قدرات عزل ضعيفة، ولا يعمل السقف الذي لا ترتفع درجة حرارته إلى ما فوق درجة التجمد على تكوين السدود الجليدية، قد تحدث سدود الجليد عندما تكون درجة الحرارة تحت السقف أعلى من 30 °ف (−1 °م) ودرجة حرارة الهواء الخارجي أقل من 22 °ف (−6 °م)

## التخفيف
يمكن التخفيف من مشكلة السدود الجليدية على الأسطح المائلة بعدة طرق:
- ضمان عزل كافٍ في السقف لمنع التجمد على سطح السقف تحت طبقة الثلج العميقة.
- توفير التهوية تحت مادة التسقيف التي تحمل الحرارة المتسربة من المبنى إلى مكان آخر وتضمن سطح سقف بارد، ويمكن التحكم في درجات حرارة العلية أو السقف عن طريق تركيب عزل كافٍ وتوفير تهوية طبيعية أو ميكانيكية لإنتاج سقف بارد للحفاظ على درجة حرارة السقف أقل من 30 °ف (−1 °م).[2]
- توفير شريط حراري أو كابلات تعمل على إنشاء قنوات لمياه الذوبان لتتسرب عبر أي سد جليدي عند أفاريز السقف. تتسبب أشرطة التسخين في تكاليف الطاقة، وقد تسبب أضرارًا طويلة المدى لقوباء الأسفلت، وقد تشكل خطر نشوب حريق. بعض شركات التأمين لا تسمح باستخدام أشرطة التدفئة بسبب خطر الحرائق[6]يمكن أن تتشكل السدود الجليدية أيضًا فوق شريط الحرارة مباشرةً.[1]
- إنشاء سقف ذو سطح زلق شديد الانحدار بما يكفي لانزلاق الثلج عنه قبل أن يذوب. يساعد حزام الجليد وهو شريط من السقف المعدني المثبت عند أفاريز السقف على منع تكوين سدود الجليد من خلال وضع سطح منخفض الاحتكاك حيث من المرجح أن تتشكل سدود الجليد. إذا تشكل سد جليدي، فإن حزام الجليد قد يقلل من اختراق المياه الراكدة. تعتبر الأسقف المعدنية ذات ميل السقف المناسب والوديان الدنيا فعالة في التخلص من الثلوج.

## الإزالة
عندما يحدث سد جليدي، هناك بعض خيارات الصيانة لإزالته:
- إزالة الثلوج من السطح باستخدام أداة خاصة تسمى مجرفة السطح، ولكي تنجح هذه العملية، لا بد من إزالة السقف بأكمله، إن إزالة جزء من سطح السقف سيؤدي إلى تكوين سد جليدي في المكان الذي ترك فيه الثلج، لأن الماء الذائب سوف يتجمد عندما يصطدم بالهواء المتجمد.
- يمكن إزالة تراكم الجليد على السطح بواسطة متخصصين مدربين يستخدمون معدات بخارية خاصة لضمان الإزالة السريعة والآمنة دون التسبب في ضرر للسقف، من المرجح أن يؤدي الإزالة الميكانيكية باستخدام المطرقة أو الإزميل أو الأدوات الأخرى إلى إتلاف سلامة السقف.
- جوارب ذوبان الجليد، يتم وضع مادة مصنعة ونفاذة الجورب مملوءة بالجليد المذاب على سد الجليد مما يؤدي إلى خفض نقطة تجمد الجليد، وبالتالي التسبب في ذوبانه.

## منع التسرب
إن ضمان سلامة العزل المائي للسقف يمنع التسربات والأضرار الناتجة عنها.
يساعد غشاء التسقيف، المطلوب بموجب قوانين البناء في الولايات المتحدة، والمثبت أسفل مادة التسقيف على منع التسرب من السدود الجليدية، ولكن ليس له تأثير على تكوين السدود الجليدية.